# 卡尔斯港市镇
卡尔斯港市镇（瑞典語：Karlshamns kommun）是瑞典南部布莱金厄省的一个市镇。其治所位于卡爾斯港。